# Orešany
Orešany (Hongaars: Tótdiós) is een Slowaakse gemeente in de regio Nitra, en maakt deel uit van het district Topoľčany.
Orešany telt 293 inwoners.